# ستان ليند
ستان ليند (بالإنجليزية: Stan Lynde)‏ هو كاتب ورسام كارتون وصحفي أمريكي، ولد في 23 سبتمبر 1931 في بيلينغز في الولايات المتحدة، وتوفي في 6 أغسطس 2013 في هيلينا في الولايات المتحدة.